# Rosalía Polizzi
Rosalía Polizzi (Buenos Aires, 1934 – Buenos Aires, 25 ottobre 2011) è stata una regista cinematografica e sceneggiatrice argentina. È considerata una delle più importanti figure femminili del cinema documentarista italiano, testimone e interprete delle lotte femministe.

## Biografia
Nasce a Buenos Aires, nel quartiere di Once, da padre siciliano e madre spagnola. Comincia a realizzare cortometraggi in Argentina. Vince poi una borsa di studio in Italia dove si reca, nel 1961, per continuare gli studi dopo l'instaurazione della dittatura militare in Argentina. Negli anni Sessanta, a Roma, frequenta il corso di Regia al Centro sperimentale di cinematografia, dov'è allieva di Franco Rossi; collaborerà con quest'ultimo come aiuto-regista negli anni 1963-1964. Dopo essersi laureata, nel 1965 comincia a lavorare in Rai (Enciclopedia della natura, Habitat); al contempo collabora con Bruno Corbucci come segretaria di edizione per il film James Tont, Operazione U.N.O., e con Nanni Loy al film Le nostre mogli. A partire dagli anni Sessanta lavora anche con l'Unitelefilm, società di produzione audio-visiva promossa dal PCI, realizzando numerosi documentari a sfondo sociale, prevalentemente su tematiche femminili e femministe. Nel 1974 fonda la società di produzione Paranà Film. Nel 1976 realizza, in vista della campagna elettorale del 1976 per il PCI, il documentario La donna è cambiata, l'Italia deve cambiare intervistando e affrontando con le donne temi quali il voto, le pari opportunità, l’occupazione, l’aborto, i diritti in campo sociale, economico e politico. 
Nel 1994 dirige il suo primo film di finzione, Anni ribelli, una coproduzione italo-argentina, premio Amidei per la migliore opera prima italiana alla Mostra di Venezia.

## Filmografia
- Da bravi amici - documentario (1964)
- Il mito, co-regia di Giorgio Pellari (1966)
- La giovane Arabia, co-regia di Giorgio Pellari (1966)
- Los gauchos - documentario (1973)
- Ritmo di tango - documentario (1974)
- La donna è cambiata, l'Italia deve cambiare - cortometraggio (1976)
- Non ci regalano niente - cortometraggio (1977)
- Madre, ma come? - documentario TV (1977)
- I mille volti di Eva - documentario (1978)
- Insieme per cambiare - documentario (1979)
- Io, assunta con la legge di parità (1980)
- Incontro con Camilla Ravera - documentario TV (1980)
- La menopausa - documentario (1981)
- Quando l'amore è precoce - documentario (1982)
- Effetto telematica - documentario (1982)
- I significati del cibo - documentario (1983)
- Sabatoventiquattromarzo - documentario (1984)
- L'ABC dell'infanzia - documentario (1985)
- Eleonora Fonseca Pimentel - documentario (1985)
- Non dimenticare Buenos Aires - documentario (1987)
- Cervantes, autore esemplare - documentario (1988)
- Un voto per l'Argentina - documentario (1989)
- Le donne di Cornigliano - documentario (1989)
- Nostalgia siciliana - documentario (1990)
- Testimone n. 1 - documentario (1991)
- Il caso Baraldini - documentario (1991)
- Andata e ritorno - documentario (1993)
- Anni ribelli (1994)
- Roma dodici novembre 1994 - cortometraggio (1995)
- Riconciliati (2000)
- Fra due mondi (2009)

## Teatro

### Regia
- Ardente pazienza, testo di Antonio Skármeta, 1989